# 冯培 (1960年)
冯培（1960年7月—），男，汉族，北京人。北京工业大学管理学博士。曾任北京第二外国语学院党委书记、首都经济贸易大学党委书记。中共十九大代表。